# Little Child
A Little Child a Beatles együttes dala az 1963-ban megjelent With the Beatles albumról. John Lennon és Paul McCartney írta Ringo Starr számára, de végül az I Wanna Be Your Man dalt énekelte fel az albumról.

## Közreműködött
Ian MacDonald szerint:
- John Lennon – ének, ritmus gitár, szájharmonika
- Paul McCartney – ének, zongora, basszusgitár
- George Harrison – szólógitár
- Ringo Starr – dob